# White Fox
White Fox (яп. 株式会社 WHITE FOX, Kabushiki Gaisha Waito Fokkusu) — японська аніме-студія заснована у квітні 2007 року, відокремившись від OLM.

## Роботи

### Аніме-серіали

#### 2009
- Tears to Tiara

#### 2010
- Katanagatari[en]

#### 2011
- The Idolmaster
- Steins;Gate

#### 2012
- Jormungand
- Jormungand: Perfect Order

#### 2013
- Hataraku Maou-sama!

#### 2016
- Re:Zero kara Hajimeru Isekai Seikatsu

#### 2017
- Остання подорож дівчат

### Повнометражні
- Gekijouban Steins;Gate: Fuka Ryouiki no Deja vu (2013)

### Брали участь у створенні
- Mobile Suit Gundam 00: проміжна анімація
- Kiddy Girl-and: основна анімація
- Night Wizard The Animation: анімація
- Hidamari Sketch X 365: проміжна анімація
- Tetsuwan Birdy Decode: проміжна анімація
- Bakemonogatari: анімація
- Seikon no Qwaser: анімація
- Arakawa Under the Bridge: анімація
- Kaichou wa Maid-sama!: анімація
- Asobi ni Iku yo!: анімація
- Highschool of the Dead: анімація
- Ookami-san to Shichinin no Nakama-tachi: анімація
- Natsu no Arashi! Другий сезон: анімація
- Pocket Monsters: Diamond & Pearl: проміжна анімація
- Yumeiro Patissiere: анімація
- Ano Hi Mita Hana no Namae o Bokutachi wa Mada Shiranai: анімація
- Rewrite (visual novel): другий трейлер